# Loomio
Loomio es un software de toma de decisiones, que ayuda a grupos con los procesos de toma de decisiones de manera conjunta.
Es una aplicación web de software libre.
Loomio implementa los gestos de manos de Occupy (Ver occupy hand-signals) pero permitiendo a los grupos  interpretarlos como quieran. Los usuarios inician discusiones y realizan propuestas. Según va progresando la discusión, el grupo recibe una retroalimentación de propuestas a través de un gráfico circular
En 2014, el proyecto recibió 100.000 dólares vía micromecenazgo para el desarrollo de Loomio 1.0, con soporte para móviles entre otras características
Ha sido creado por un grupo de desarrolladores de Wellington (Nueva Zelanda). Como ha sido construido sobre software libre, tiene desarrolladores en múltiples países.

## Historia
Loomio emerge del movimiento Occupy siendo desarrollado posteriormente como una empresa social.

## Los grupos
En Loomio aparece el concepto de grupos. Los grupos son el nivel más alto de estructura organizativa en la aplicación y se generan mediante aquellos miembros que tienen permisos para ser miembros del grupo. Los grupos pueden ser públicos o privados, permitiendo privacidad o apertura según se requiera.
Dentro de los grupos, los miembros pueden crear discusiones sobre temas específicos. Durante una discusión, los miembros pueden publicar comentarios y crear propuestas. Las propuestas solicitan retroalimentación de miembros sobre una propuesta concreta. Los miembros pueden estar de acuerdo, en desacuerdo, abstenerse o bloquear, donde el bloqueo se entiende como una forma dura de estar en desacuerdo.

## Donaciones

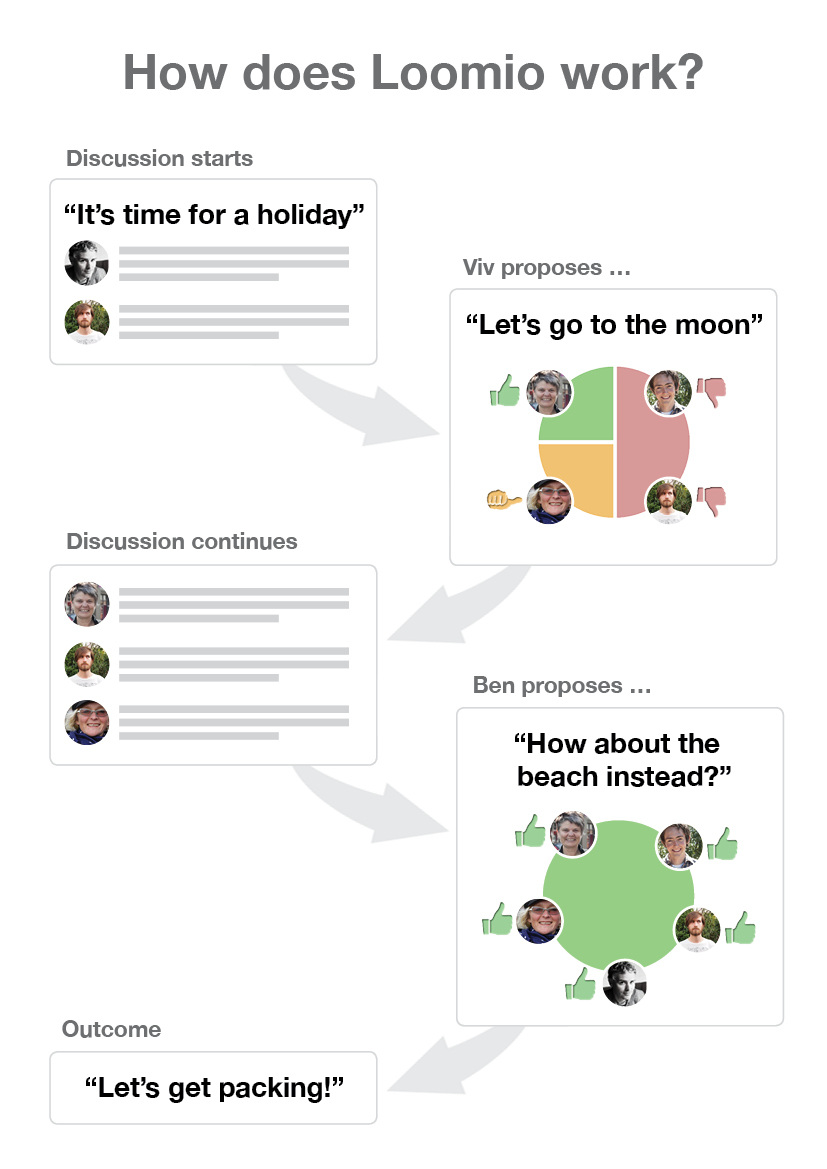
Diagrama sobre su funcionamiento

Loomio se desarrolla como un modelo de software libre. El servicio de host principal no lo advierte. Loomio se financia mediante contratos con empresas, gobiernos y donaciones de sus usuarios.

## Receptividad
Loomio ha sido utilizado por el Ayuntamiento de Wellington para el debate de temas con sus ciudadanos.
El Partido pirata griego también ha utilizado Loomio para crear 461 grupos en provincia, departamentos regiones, ayuntamientos y comunidades del país.
El Internet Party of New Zealand utiliza también la aplicación para desarrollar sus políticas.
En España, determinados círculos de Podemos lo están utilizando en la toma de decisiones.

## Premios
Loomio ganó el MIX Prize Digital Freedom Challenge en abril de 2014.